# Petit Pays
Petit Pays é um filme francês de 2020 escrito e dirigido por Éric Barbier. É uma coprodução entre a França e a Bélgica, sendo uma adaptação do romance homônimo de Gaël Faye em 2016. Foi lançado nos cinemas na França em 28 de agosto de 2020.

## Sinopse
O filme conta a história de Gabriel, um feliz garoto de 10 anos que vive com seu pai empresário francês, mãe de ruandesa e sua irmãzinha em um bairro de expatriados em Burundi. À medida que as tensões de 1993 em Ruanda começam, sua família e inocência são ameaçadas.

## Elenco
Segue abaixo a tabelo do elenco:
| Ator                  | Personagem           |
| --------------------- | -------------------- |
| Jean-Paul Rouve       | Michel Chappaz       |
| Djibril Vancoppenolle | Gaby Chappaz         |
| Delya De Medina       | Ana Chappaz          |
| Isabelle Kabano       | Yvonne               |
| Tao Monladja          | Gino                 |
| Veronika Varga        | Madame Economopoulos |
| Ruben Ruhanamilindi   | Armand               |
| Brian Gakwavu         | Lucien               |
| Kenny Hubbawiwe       | Paul                 |
| Nelson Membe          | Francis              |

## Produção
As filmagens ocorreram em Ruanda. O filme não pôde ser lançado na França na data originalmente prevista, 18 de março de 2020, devido ao confinamento imposto para combater a pandemia de Covid-19, que levou ao fechamento dos cinemas. O lançamento foi então adiado para 28 de agosto de 2020. No entanto, durante a turnê promocional em março, parte da equipe do filme foi infectada pelo coronavírus, incluindo o autor do romance, Gaël Faye.

## Prêmios e indicações
| Ano  | Festival                                                | Categoria                  | Indicado        | Resultado | Ref.   |
| ---- | ------------------------------------------------------- | -------------------------- | --------------- | --------- | ------ |
| 2020 | Festival de Cinema Francófono de Angoulême              | Valois de Melhor Atriz     | Isabelle Kabano | Venceu    | [ 9 ]  |
| 2021 | Prêmio César                                            | Melhor Adaptação           | Éric Babier     | Indicado  | [ 10 ] |
| 2021 | Prêmio Lumière                                          | Melhor Revelação Masculina | Jean-Paul Rouve | Indicado  | [ 11 ] |
| 2021 | Festival Internacional de Curtas-Metragens de Barcelona | Melhor Filme               | Petit Pays      | Venceu    | [ 12 ] |
| 2021 | Festival Internacional de Curtas-Metragens de Barcelona | Melhor Atriz               | Isabelle Kabano | Venceu    | [ 12 ] |

## Festivais
| Festival                                       | Ref.   |
| ---------------------------------------------- | ------ |
| Festival de Cinema Francês da Aliança Francesa | [ 13 ] |
| Festival Internacional de Cinema de Chicago    | [ 14 ] |
| Festival de Cinema Contemporâneo Italiano      | [ 15 ] |
| Festival Internacional de Cinema de Friburgo   | [ 16 ] |